# Charlotte Huhn (Sängerin)

Charlotte Huhn während Ihrer Dresdner Zeit

Charlotte Therese Caroline Huhn (* 15. September 1865 in Lüneburg; † 15. Juni 1925 in Hamburg) war eine deutsche Opernsängerin in der Stimmlage Alt.

## Leben
Charlotte Huhn wurde als jüngstes von fünf Kindern einer Friseurfamilie in der Lüneburger Grapengießerstraße 27 geboren. Als ihr Vater starb, übernahm einer ihrer Brüder den Friseursalon und finanzierte größtenteils die Unterhalts- und Ausbildungskosten. 1881 begann Charlotte Therese Caroline Huhn ihr Gesangsstudium am Konservatorium der Musik in Köln.  Die Frau des Bürgermeisters der Stadt Lüneburg, Marie Gravenhorst, trug als Mäzenin ebenfalls zur Finanzierung des Musikstudiums bei.
Nach ihrem Studienabschluss 1885 in Köln trat Huhn zunächst als Konzertsängerin auf. Danach setzte sie in Berlin 1887 ihre Ausbildung in Berlin beim Privatmusiklehrer Julius Hey (1832–1909) und bei der Gesangspädagogin Mathilde Mallinger (1847–1920) fort. Ihr Debüt gab sie 1889 in der Berliner Kroll-Oper als Titelheld im Orpheus von Gluck. Sie gastierte anschließend an der New Yorker Metropolitan Oper bis 1891. Dort sang sie in der Uraufführung des Fliegenden Holländers die Partie der „Mary“. 1890 nahm sie an Gastspielen der Metropolitan Oper in Chicago und Boston teil. Im Jahre 1891 nahm sie als Konzertsängerin am Schlesischen Musikfest in Breslau teil. Anschließend erhielt sie ein Engagement am Opernhaus in Köln. Huhn verabschiedete sich von Köln in der Titelrolle des „Orpheus“ von Gluck. Am 1. Oktober 1895 ging sie an die Hofoper Dresden. Dort wirkte sie 1898 in der neu inszenierten Oper Kirke mit.
In einem Konzert im Gewandhaus-Saal zu Leipzig am 26. Oktober 1899 sang Huhn als Zugabe Das Meer hat seine Perlen, komponiert von Robert Franz (1815–1892) mit dem Liedtext von Heinrich Heine. Der anwesende Musikkritiker Eduard Bernsdorf (1825–1901) würdigte die Sängerin wegen der „Empfindungswärme“ ihres Vortrags sowie der „Sonorität und trefflichen Behandlung ihrer umfangreichen Alt- (oder Mezzo-Sopran) Stimme“. Sie verließ 1902 Dresden und war bis 1906 Mitglied der Hofoper München.
Zu ihrem weiteren Bühnenrepertoire an den Hoftheatern in Dresden und München gehörten Rollen wie „Ortrud“ im Lohengrin, „Fides“ im Propheten, Orpheus, Euryanthe und „Brangäne“ im Tristan.
Die zuletzt als Gesangslehrerin tätige Künstlerin starb mit 59 Jahren nach einer Stimmbandoperation in Hamburg und fand ihre letzte Ruhestätte in ihrem Geburtsort auf dem Michaelisfriedhof.

## Auszeichnung und Ehrung
- Sachsen-Meininger goldene Verdienst-Medaille für Kunst und Wissenschaft
- Benennung einer Straße in Lüneburg nach der Künstlerin: Charlotte-Huhn-Straße